# Декартелизация
Декартелизация — законодательное ограничение со стороны государства концентрации экономического потенциала в виде картелей, синдикатов, трестов и других видов монополистических объединений.
Современным примером декартелизации является реструктуризация экономики Германии после падения нацистской Германии в 1945 году.
Картелью является официальное соглашение между компаниями. Картели обычно происходят в олигополистической отрасли, где существует небольшое количество продавцов и обычно они связаны выпуском однородной продукции. Члены картеля могут договориться по таким вопросам как установление цен, общий объем производства отрасли, доля рынка, распределение клиентов, распределение территорий, фальсификации результатов тендеров, создание общих учреждений продаж  и разделение прибыли, или их комбинации. Цель такого сговора состоит в повышении доходов отдельных членов путём снижения конкуренции. Законы о конкуренции запрещают картели. Выявление и уничтожение картелей является важной составной частью политики в области конкуренции в большинстве стран, хотя доказать существование картеля редко бывает легко, поскольку фирмы, как правило, не настолько небрежны, чтобы фиксировать соглашения о сговоре на бумаге.